# ویتولد وویدا
ویتولد وویدا (لهستانی: Witold Woyda؛ ۱۰ مهٔ ۱۹۳۹ – ۵ مهٔ ۲۰۰۸) شمشیرباز اهل لهستان بود.
وی در مسابقات کشوری و بین‌المللی در مجموع برندهٔ ۲ مدال طلا، ۶ مدال نقره، ۶ مدال برنز شده‌است.